# オオタルマワシ
オオタルマワシ（学名：Phronima sedentaria）は、軟甲綱 端脚目 クラゲノミ亜目に属する甲殻類の一種。ゼラチン質プランクトンに寄生する習性をもつ。

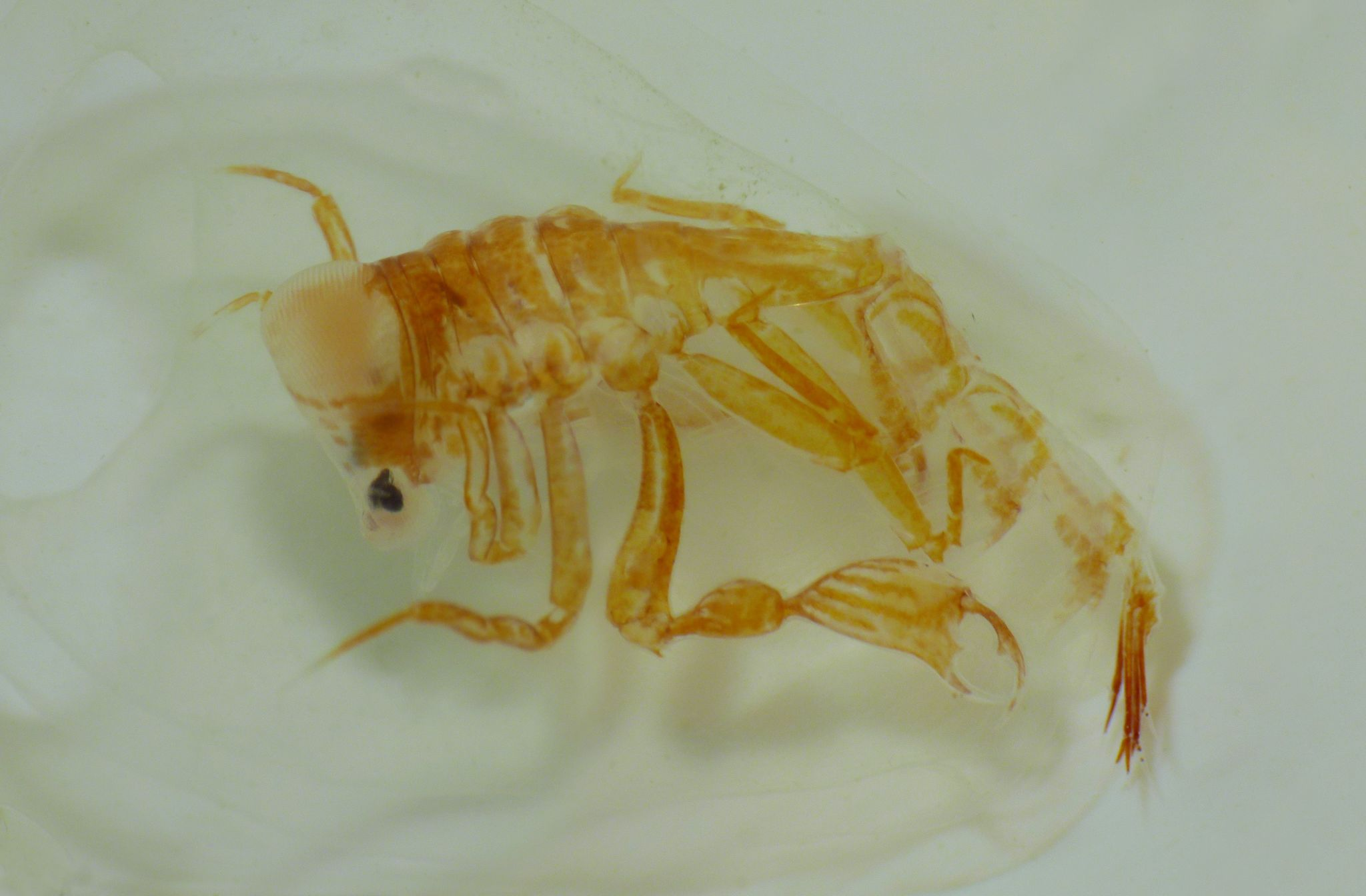
サルパに入っている様子

## 生態
- ウミタル，サルパ，ヒカリボヤの体内に寄生し、幼体を保育する[1]。一説には、空のサルパの中へ入って海中を浮遊する様子が樽を回しているように見えることからタルマワシと名付けられたという[2]。

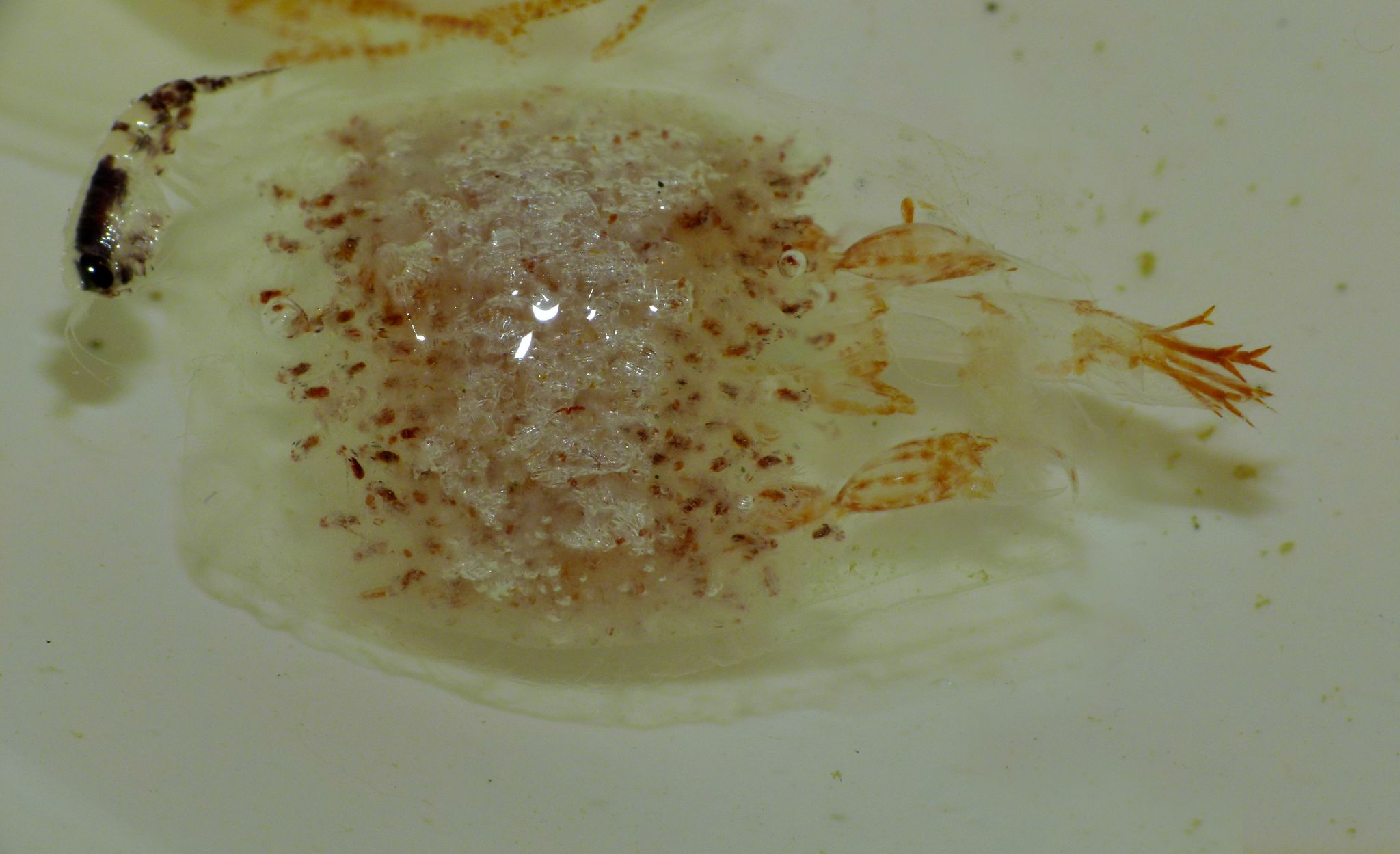
サルパの内壁を、産み付けられた卵が覆っている

## 生息地
- 水深3000 m 以深から記録がある深海生物だが、沿岸の表層にも出現する[3]。
- 熱帯域から温帯域にかけて広く分布し、北緯41度を北限とする[4]。太平洋のほか、大西洋，インド洋，地中海からも記録がある[5]。

## 形態
- タルマワシ属最大種で、大きなものは体長42 mmに達する[4]。通常はオスが8-10 mm、メスが16-40 mm [5]。6–35 mmとする文献もある[1]。
- 眼が頭部全体を占めており、わずかな光を捉えることができる。

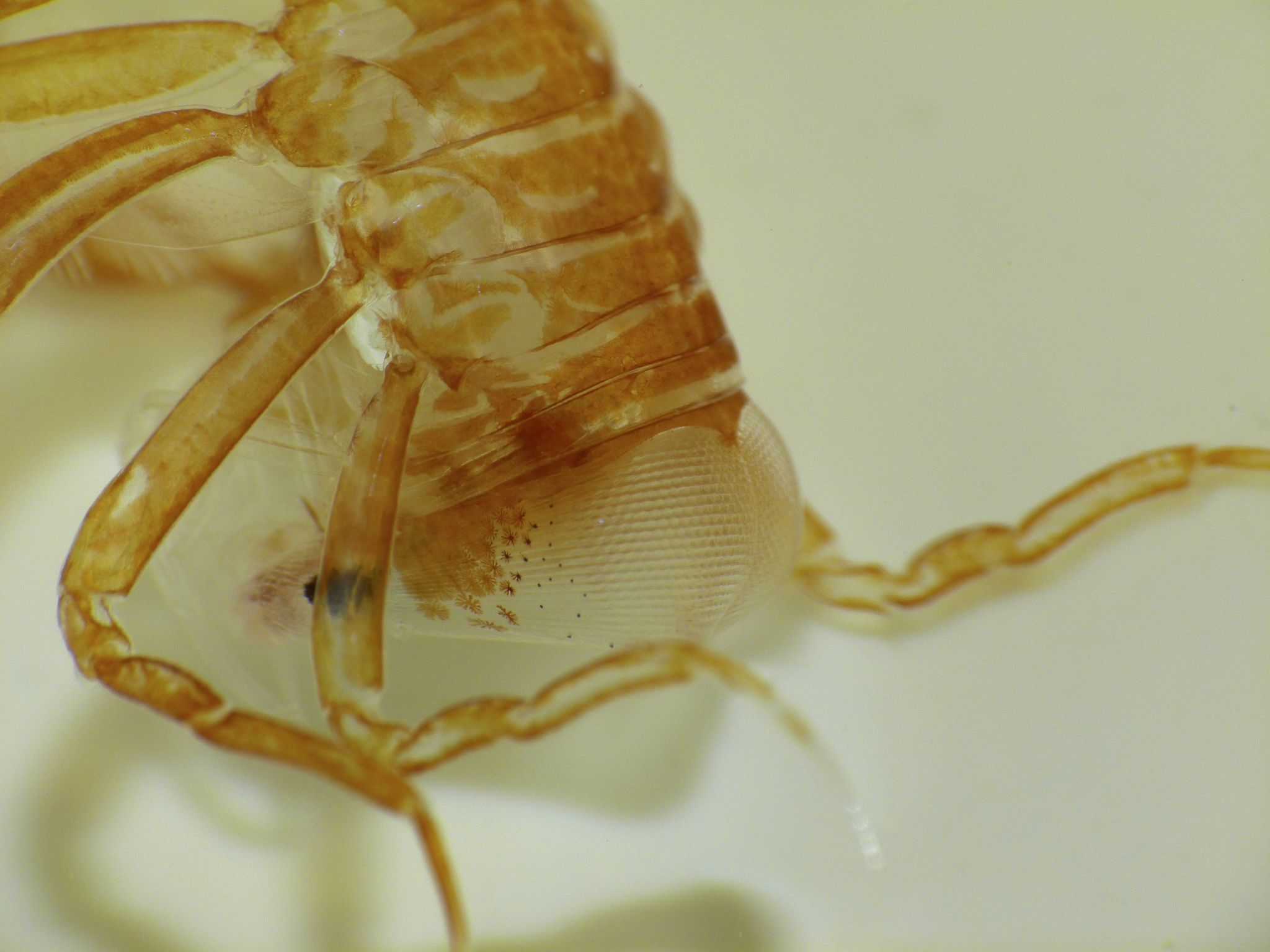
複眼の構造は頭部の後ろ側にも達している

- 第5胸脚が大きく発達し、身体の後方へ伸長する。先端はカニのハサミのような形状となっている。
- 同属他種との識別点として、オスの第2触角は退化し2節のみからなること、メスは第1–3腹側板の後縁下端が針状に尖り後方へ突出することが挙げられる[4]。

## 主な近縁種
日本近海において、オオタルマワシの他に以下の5種のタルマワシ属が知られる。
- アシナガタルマワシ Phronima atlantica
- タンソクタルマワシ Phronima colletti
- ハラナガタルマワシ Phronima stebbingi
- Phronima pacifica
- Phronima solitaria

## 映画のキャラクターに関する誤解
テレビ番組などでしばしば「映画エイリアンに登場する怪物のモデルになった」とされるが根拠はなく、デマとみられる。

## 人とのかかわり
沖縄美ら海水族館で展示の実績がある。また、葛西臨海水族園では宿主を失った個体に人工の「タル」を与える取り組みが行われた